# Pseudacrossus juxtus
Pseudacrossus juxtus är en skalbaggsart som beskrevs av Rudolph Petrovitz 1972. Pseudacrossus juxtus ingår i släktet Pseudacrossus och familjen Aphodiidae. Inga underarter finns listade i Catalogue of Life.